# Casa-fàbrica Vermell-Martí
La casa-fàbrica Vermell-Martí és un edifici situat al carrer de Jonqueres, 10 de Barcelona. Com que no està catalogat, li correspon la categoria D (bé d'interès documental), atorgada per defecte a tots els edificis del districte de Ciutat Vella.

## Història
El 1779, els monjos del convent de Sant Francesc de Paula van establir en emfiteusi un terreny a Anna Maria Miquel i Darrer (filla del botiguer de teles Josep Miquel i Sales i casada amb Antoni Amat i Pont), al mercader de sedes Tomàs Llimona i al comerciant Pere Vermell, amb l'obligació d'invertir un mínim de 3.000 lliures barcelonines en la seva millora. Tot seguit, aquests hi van fer construir una fàbrica, on sembla que hi va intervenir el fuster Magí Enrich. El 1788, Vermell va demanar permís per a posar-hi baranes de ferro als balcons. Anna Maria Miquel devia morir durant aquests anys, i la seva participació va ser heretada per la seva filla Josepa Amat i Miquel, casada amb el comerciant Josep Francesc Mornau. Probablement fou el matrimoni Mornau-Amat qui va instigar la dissolució de la companyia i la divisió dels béns el 1793, per la qual la fàbrica del carrer de Jonqueres va quedar en mans de Tomàs Llimona.
La seva filla i hereva Maria Pilar Llimona i Castell es va casar amb Josep de Martí i Estruch (que va adoptar el cognom de la seva esposa), un dels fills del matrimoni entre el cavaller Josep de Martí i Serra i Teresa Estruch i Llimona. Josep Llimona va morir el 1843, i segons el repartiment de béns fet el 1845, la fàbrica passà a mans de Jacinta Cardeñas i Foraster, vídua de Tomàs de Martí i Estruch (†1819), i del seu fill Josep de Martí i Cardeñas (1819-1903), que el 1846 van presentar els plànols de la fàbrica per a legalitzar les instal·lacions de vapor d'acord amb el decret del 10
d'abril de 1846.
El 1862, Josep de Martí va demanar permís per a remuntar-hi un tercer pis. En aquesta època, hi havia la fàbrica de teixits de cotó (després de cotó i mescla) de Josep Lladó i Cia, que compartia les instal·lacions amb altres fabricants i fou continuada pels seus fills, entre els quals hi havia Vicenç Lladó.
Ja al segle xx, s'hi va instal·lar el despatx i magatzem de Ramon Senesteva i Anglès, que el 1914 muntà una fàbrica a Manlleu i el 1945 adquirí la propietat a Concepció de Martí i Garcés de Marcilla (1890-1995) per 875.000 pessetes. El 1982, la planta baixa es va convertir en la Brasserie Flo de Jean-Paul Bucher, decorada per l'arquitecte Antoni de Moragas i Spa. L'establiment va entrar en declivi i, finalment, va haver de tancar arran de la pandèmia de la COVID-19.
El 1997 s'hi va realitzar una rehabilitació integral segons el projecte de l'arquitecte José Luís Sayos del Castillo, amb la subdivisió de l'antic espai fabril en lofts, als quals s'accedeix a través del pati.

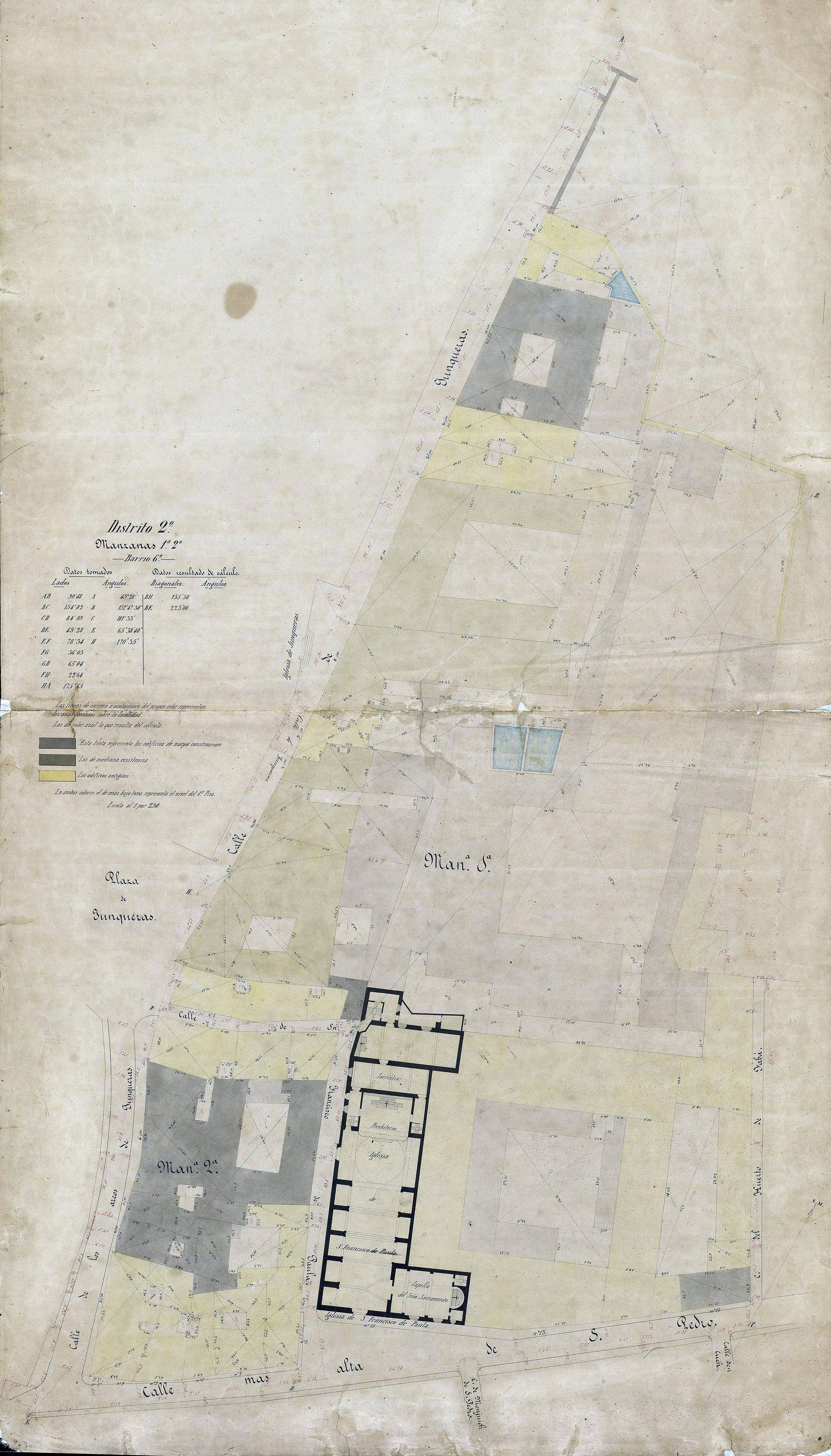
Quarteró núm. 44 de Garriga i Roca (c. 1860)